# Jan Kulczyk
Jan Jerzy Kulczyk (24. června 1950 Bydhošť – 29. července 2015 Vídeň) byl polský podnikatel, majitel Kulczyk Holding se sídlem ve Varšavě a mezinárodní investiční skupiny Kulczyk Investments se sídlem v Lucemburku a s kancelářemi v Dubaji, v Londýně a v Kyjevě. Od roku 2002 se pravidelně umisťoval v žebříčku nejbohatších Poláků.

## Studium
Absolvoval VI. lyceum v Bydhošti (1968), vystudoval v Poznani práva na univerzitě Adama Mickiewicze a zahraniční obchod na Vysoké škole ekonomické. Obhájil doktorát práva v roce 1975.

## Podnikatelské aktivity
V roce 2012 časopis Forbes uvedl Jana Kulczyka poprvé na seznamu nejbohatších polských podnikatelů, odhadl jeho majetek na 8,9 miliardy zlotých. V roce 2013 zařadil časopis Forbes Kulczyka na 384. místo mezi nejbohatšími lidmi na světě, když odhadl jeho majetek na 3,5 miliardy dolarů.
Jan Kulczyk zahájil obchodní aktivity dovozem automobilů, v roce 1988 se stal výhradním dovozcem Volkswagenu v Polsku. V roce 1991 založil společnost Kulczyk Holding, která byla v roce 1993 transformována na akciovou společnost. V roce 2005 odešel do ciziny a žil v Londýně, kde začal plánovat mezinárodní investice.
Jako obchodník se zabýval hlavně investicemi v odvětvích energie, ropy a zemního plynu, infrastruktury a nemovitostí. Jeho společnost Kulczyk Investments se zabývala investicemi do těžby a zpracování ropy v mnoha zemích po celém světě. Byl hlavním vlastníkem západního úseku polské dálnice A2.
Kulczyk byl spoluzakladatelem polské obchodní rady, které dvakrát předsedal jako prezident. Patřil také mezi zakladatele polsko-německé průmyslové a obchodní komory.

## Veřejná činnost
Byl sponzorem Řádu paulínů v Čenstochové. V roce 2012 daroval 20 milionů zlotých na výstavbu Muzea dějin polských Židů ve Varšavě. Jan Kulczyk také sponzoroval kulturní iniciativy v Poznani.
Byl rytířem (1998) a důstojníkem (2015) Řádu Polonia Restituta.

## Soukromý život
S manželkou Grażynou (1950) měl dvě děti: Dominiku (1977) a Sebastiana (1980). Manželství skončilo rozvodem a rozdělením majetku.
Jan Kulczyk zemřel v nemocnici ve Vídni 29. července 2015 v důsledku pooperačních komplikací po operaci srdce.